# 瑙卡蒂灣 (阿拉斯加州)
瑙卡蒂灣（英語：Naukati Bay）是位於美國阿拉斯加州威尔士亲王-海德人口普查区的一個非建制地區和人口普查指定地區。根據2010年美國人口普查，該地人口為113人，而該地的面積約為13.00平方千米。

## 地理
瑙卡蒂灣的座標為55°52′25″N 133°11′05″W / 55.87361°N 133.18472°W，而該地的平均海拔高度為63米（即207英尺）。